# Moonjam
Moonjam er et dansk pop-rock-orkester dannet i 1985 af brødrene Morten og Rasmus Kærså. De har gjort sig bemærket ved især instrumentalnumre. Hovedparten af numrene har saxofonen i en karakteristisk og tydelig rolle. Morten Kærså har komponeret de fleste af gruppens melodier. Blandt deres mest berømte sange er "Østen For Solen", "Gennem Ild og Vand", "Bag De Blå Bjerge" og instrumentalnummeret "Sarai".
Gruppen startede i 1983 under navnet Moon Jam Band, inspireret af spillestedet Månefiskeren på Christiania. Bandets første single, Tiden går på sommersko/Only For You blev indspillet i 1984, og debutalbummet, Morten Kærså & Moonjam, i 1987.

## Medlemmer

### Nuværende medlemmer
- Morten Kærså – lead vokal, guitar, keyboard (1985–nu)
- Rasmus Kærså – bas (1985–nu)
- Mikkel Nordsø – guitar (2009–nu)[2]
- Henriette Krogh - trommer.[3]
- Bob Ricketts - saxofon
- Maibrit Olesen - backing vokal (2014-nu)

### Tidligere medlemmer
- Jens Haack – saxofon (1982–1996)
- Benjamin Koppel – saxofon (1996–2012)
- Nadia Stein – vokal (1996)[4]
- Mads Kærså – trommer (1985–2008)
- Ivan Pedersen - backing vokal (1988 -1992)
- Klaus Menzer – trommer (2009–2014)[2]

## Diskografi

### Studiealbum
- Morten Kærså & Moonjam, 1987
- Østen for solen, 1988
- Bag De Blå Bjerge, 1990
- 1991, 1991
- Songs For Saxophone, 1993
- Butterfly, 1994
- Annabella, 1996
- Saxophonesongs Vol. 2, 1997
- Xax xonx, 2000
- Raining in Asia, 2009
- Bandet og Den Uskyldige Morder, 2011

### Livealbum
- Songs For Saxophone – Live, 1999

### Opsamlingsalbum
- Moonjam's Greatest, 1996
- Songs for saxophone: supreme collection, 2001
- Flashback: The Very Best of Moonjam, 2007

### Andre album
- Kingdom Come, 1994 (med Lars Muhl)
- Aladdin, 1995 soundtrack til musicalen Aladdin (med Sebastian)

### Singler
- 1987 “Ticket To Peace” (med Søs Fenger)
- 1988 "Shaida"
- 1989 "Gennem ild og vand" (blev også brugt i Regner Grasten-filmen “En afgrund af frihed”
- 1989 "Bag de blå bjerge"
- 1990 "Lundefulde måne"
- 1990 "Hør suset"
- 1991 "Midsommernat"
- 1991 "Baby, du har det"
- 1991 "Belisa"
- 1991 "Den Blå Planet"
- 1992 “Salsa Olympia”
- 1994 "Vi Lever" #14
- 1994 "Kingdom Come" (med Lars Muhl) #15
- 1995 "Hey Hey Hey" (med Lars Muhl) #14
- 2016 "Nordlys (På En Vinternat)"
- 2020 "Julefryd"
- 2021 "Tordenvejr og Regnbuer"